# Jordan Hill
Jordan Craig Hill (Atlanta, 27 luglio 1987) è un ex cestista statunitense, professionista nella NBA.
È cugino di Trevor e Devin Booker, anche loro cestisti.

## Carriera

### New York Knicks (2009-2010)
Hill, dopo aver frequentato la Patterson School, approda nella squadra degli Arizona Wildcats con cui si fece notare al grande pubblico e venne scelto in 8ª posizione nel Draft NBA 2009 dai New York Knicks.

### Houston Rockets (2010-2012)
Il 19 febbraio 2010 venne ceduto insieme a Jared Jeffries agli Houston Rockets, in una trade a tre squadre che vide coinvolte anche i New York Knicks (sua ex squadra) e i Sacramento Kings. Tra l'altro in questa trade venne coinvolto anche Tracy McGrady che passò dai Rockets ai Knicks.

### Los Angeles Lakers (2012-2015)
Il 15 marzo 2012 venne ceduto ai Los Angeles Lakers in cambio del playmaker Derek Fisher.

### Indian Pacers (2015-2016)
Il 15 luglio 2015 dopo 3 anni nella Città degli Angeli, firmò con gli Indiana Pacers.

### Minnesota Timberwolves (2016-2017)
Il 21 luglio 2016 Hill firmò un biennale con i Minnesota Timberwolves. Tuttavia, dopo aver trovato pochissimo spazio nelle rotazioni di coach Thibodeau, il 27 giugno 2017 (prima che il suo secondo anno di contratto diventasse garantito) venne tagliato dagli Wolves.

## Statistiche

### College
| Anno      | Squadra          | PG | PT | MP   | TC%  | 3P% | TL%  | RP   | AP  | PRP | SP  | PP   |
| --------- | ---------------- | -- | -- | ---- | ---- | --- | ---- | ---- | --- | --- | --- | ---- |
| 2006-2007 | Arizona Wildcats | 29 | 12 | 14,1 | 65,2 | -   | 44,7 | 4,1  | 0,1 | 0,2 | 0,9 | 4,7  |
| 2007-2008 | Arizona Wildcats | 34 | 33 | 29,4 | 62,0 | -   | 68,3 | 7,9  | 0,8 | 0,5 | 1,6 | 13,2 |
| 2008-2009 | Arizona Wildcats | 34 | 34 | 35,7 | 53,7 | -   | 65,4 | 11,0 | 1,5 | 0,9 | 1,7 | 18,3 |
| Carriera  | Carriera         | 97 | 79 | 27,0 | 57,8 | -   | 63,6 | 7,9  | 0,8 | 0,5 | 1,4 | 12,5 |

### NBA

#### Regular Season
| Anno      | Squadra            | PG  | PT  | MP   | TC%  | 3P%  | TL%  | RP  | AP  | PRP | SP  | PP   |
| --------- | ------------------ | --- | --- | ---- | ---- | ---- | ---- | --- | --- | --- | --- | ---- |
| 2009-2010 | N.Y. Knicks        | 24  | 0   | 10,5 | 44,6 | 0,0  | 71,4 | 2,5 | 0,3 | 0,4 | 0,4 | 4,0  |
| 2009-2010 | Houston Rockets    | 23  | 0   | 16,2 | 53,2 | 0,0  | 66,0 | 5,0 | 0,6 | 0,2 | 0,5 | 6,4  |
| 2010-2011 | Houston Rockets    | 72  | 11  | 15,6 | 49,1 | 0,0  | 70,6 | 4,3 | 0,4 | 0,2 | 0,7 | 5,6  |
| 2011-2012 | Houston Rockets    | 32  | 7   | 14,7 | 50,4 | 0,0  | 64,1 | 4,8 | 0,4 | 0,3 | 0,7 | 5,0  |
| 2011-2012 | L.A. Lakers        | 7   | 1   | 11,7 | 46,7 | 0,0  | 62,5 | 4,4 | 0,3 | 0,7 | 0,9 | 4,7  |
| 2012-2013 | L.A. Lakers        | 29  | 1   | 15,8 | 49,7 | 0,0  | 65,6 | 5,7 | 0,4 | 0,3 | 0,7 | 6,7  |
| 2013-2014 | L.A. Lakers        | 72  | 32  | 20,8 | 54,9 | 0,0  | 68,5 | 7,4 | 0,8 | 0,4 | 0,9 | 9,7  |
| 2014-2015 | L.A. Lakers        | 70  | 57  | 26,8 | 45,9 | 27,3 | 73,8 | 7,9 | 1,5 | 0,5 | 0,7 | 12,0 |
| 2015-2016 | Indiana Pacers     | 73  | 11  | 20,7 | 50,6 | 0,0  | 71,2 | 6,2 | 1,2 | 0,5 | 0,5 | 8,8  |
| 2016-2017 | Minnesota T'wolves | 7   | 0   | 6,7  | 38,5 | 0,0  | 0,0  | 2,0 | 0,0 | 0,1 | 0,0 | 1,7  |
| Carriera  | Carriera           | 409 | 120 | 18,8 | 49,7 | 13,6 | 69,9 | 5,8 | 0,8 | 0,4 | 0,7 | 7,9  |

#### Play-off
| Anno     | Squadra        | PG | PT | MP   | TC%  | 3P% | TL%  | RP  | AP  | PRP | SP  | PP  |
| -------- | -------------- | -- | -- | ---- | ---- | --- | ---- | --- | --- | --- | --- | --- |
| 2012     | L.A. Lakers    | 12 | 0  | 18,1 | 43,4 | 0,0 | 68,8 | 6,3 | 0,1 | 0,3 | 0,7 | 4,8 |
| 2013     | L.A. Lakers    | 3  | 0  | 10,3 | 50,0 | 0,0 | 0,0  | 3,7 | 0,3 | 0,0 | 0,7 | 3,3 |
| 2016     | Indiana Pacers | 5  | 0  | 3,0  | 0,0  | 0,0 | 0,0  | 1,2 | 0,4 | 0,0 | 0,0 | 0,0 |
| Carriera | Carriera       | 20 | 0  | 13,2 | 42,4 | 0,0 | 68,8 | 4,7 | 0,2 | 0,2 | 0,5 | 3,4 |